# Thassos (kommunhuvudort)
Thassos är en kommunhuvudort i Grekland.   Den ligger i prefekturen Nomós Kaválas och regionen Östra Makedonien och Thrakien, i den nordöstra delen av landet, 300 km norr om huvudstaden Aten. Thassos ligger 6 meter över havet och antalet invånare är 3 234. Den ligger på ön Thassos.
Terrängen runt Thassos är varierad. Havet är nära Thassos åt nordost.  Thassos är det största samhället i trakten. 